# 津山小3女児殺害事件
津山小3女児殺害事件（つやま しょうさんじょじさつがいじけん）は、2004年（平成16年）9月3日に日本の岡山県津山市総社で、当時小学3年生だった女児Aが刺殺された殺人事件。事件発生から長期にわたり未解決となっていたが、発生から約14年後の2018年（平成30年）5月、別の殺人未遂事件で服役していた男K・Kが被疑者として逮捕され、2023年（令和5年）9月に無期懲役の有罪判決が確定した。
Kは刑事裁判で無罪を主張していたが、無期懲役確定後の2024年（令和6年）にはフリーライターの高橋ユキ宛に書いた手記で、公判中の供述から一転して自身が真犯人であることを認める旨を綴っており、また加古川小2女児殺害事件など2006年（平成18年）から2007年（平成19年）にかけて兵庫県で発生した2件の連続女児殺傷事件への関与を自供、それらの事件における殺人および同未遂容疑で逮捕されている。

## 事件概要
2004年（平成16年）9月3日、下校してきた被害者の姉が、小学3年生だった妹Aの遺体を発見。岡山県警察の捜査により、犯行時間は帰宅直後の15時15分から約20分と見られている。しかし、第一目撃者の証言などから、犯行時間については不明な点がある（#事件当日の経過参照）。なお、自宅の鍵や窓は壊されていなかった。
遺体の傷はすべて正面からの刺し傷で、抵抗の跡はなかった。手や腕、背後に傷はなかった。刺し傷は深いもので数センチあり、内臓に達しているものもあった。2004年9月4日の司法解剖で死因が「窒息・失血」の疑いであると判明。告別式は同月7日に営まれた。

### 捜査状況
2005年（平成17年）9月までの時点で、岡山県警察は約1万3500人の捜査員を投入している。
2008年（平成20年）3月19日、津山市立北小学校で卒業式が挙行され、被害者本人にも卒業証書が授与された。
岡山県警と津山警察署はフリーダイヤルを設置し、電話での情報提供を呼びかけた。また、配布されたポスター・チラシは県内はじめ、多くの駅やショッピングセンターなどに貼られていた。2007年4月より導入された公的懸賞金（最高1000万円）の対象とはなっていない（ただし岡山県公式サイトの「マルチメディア目安箱」に早期指定を求める投稿が2008年2月分と2010年2月分に掲載されている）。
事件は長らく未解決となっていたが事件から約13年半後の2018年（平成30年）5月30日、津山警察署は別の殺人未遂事件で服役していた男K・K（当時39歳）を殺人などの容疑で通常逮捕した。Kは「刃物で刺したというところ以外は、僕がやったことに間違いありません」と容疑を一部否認。女児とは面識はなく「偶然見かけて、かわいいと思った」と供述。しかし、同年8月6日に岡山簡易裁判所（小林正明裁判官）で開かれたKの勾留理由開示の法廷では、「（殺害行為は）ありません」と容疑を否認した。なぜ、警察の取り調べ段階で認めたのかの理由を問われると、「弁護士に死刑になる可能性を知らされて怖くなり、認めれば（情状酌量で）死刑にならないと考え、うその供述をした」と述べた。その後、岡山地方検察庁は、Kの刑事責任能力を慎重に捜査し同年11月に岡山地方裁判所に起訴した。

## 事件当日の経過
※いずれも2004年9月3日の出来事
13時45分頃
母親がパートの仕事に向かう。
13時55分
母親が職場に到着し、タイムカードを押す。
宅配業者がA宅にメール便を届けている。ドアが開いていたため、玄関内へ置いている。
14時00分
訪問販売員が、A宅の玄関のドアを開け、中に声をかけている。
14時40分頃
小学校の「帰りの会」が終わる。「この時間にAが友達と2人で下校した」という報道もあった。
14時47分頃
自宅まで700 m（メートル）の所で、「元気のない様子で歩いている」Aが目撃されている。
14時50分頃
「Aは友人と下校した」とされている。しかし、14時47分にAが目撃されている。また、この時間から推測すると帰宅は15時頃となる。
14時50 - 55分
美容室の前を通過（自宅との距離は500 m）。
15時5分頃
「自宅まで200 mの所を1人で歩いている」Aの姿を、近所の女性が目撃。女性宅の犬を見て、通り過ぎている。
15時15分 - 20分頃
帰宅時間とされていたが、目撃証言から考えると、もっと早いと思われる。
15時35分頃
姉が帰宅し、Aの遺体を発見。母親に電話をする。
15時47分頃
母親が119番通報をする。
15時53分頃
救急隊がA宅に到着。病院へ搬送され、死亡が確認された。

### 鍵、室内と被害者の様子
- 鍵、施錠、侵入の形跡など
  - 玄関のドアは姉が帰宅時、閉まっていた[13]。
  - 家族が共有する合鍵は、「外出時は玄関横の牛乳瓶受けに入れ、帰宅に使用したら玄関入り口に置く」と決められていた。事件発覚時には玄関入り口にあった。
  - Aが持っていた鍵は室内にあった。
  - 姉が帰宅した時、ドアは閉まっていたが、鍵は開いていた[3]。
  - 玄関以外は全て施錠されていた[3]。
  - Aは帰ってくると部屋が暑いので、最初にガラス戸をあけ網戸にする習慣だった。姉が帰ってきた時、ガラス戸は閉まっていた。
  - 室内が物色された形跡はなかった[2]。
  - 「部屋の入口付近の、棚の上」に置いてあった飴の缶が落ちて飴が散乱していた。Aの体の上にも、飴が散らばっていた。
- 傷、血痕、着衣など
  - 死因は失血死か窒息死と考えられているが、判明していない。
  - 首を絞めたり口や鼻を押さえたりした跡はなく、窒息の原因は不明。
  - 右胸部を3カ所ナイフのようなもので刺されている[19]。
  - 発見時、Aの顔は真っ白だった[19]。
  - 1階の8畳間に倒れていた[2]。この部屋は、玄関から部屋1つを挟んだ位置にある[2]。
  - 1階の居間には多量の血が流れた跡があり、他の部屋には血痕はなかった[19][20]。
  - 「白いブラウスと、紺色のスカート」の、小学校の制服姿で倒れていた[3]。
  - 衣服に乱れはなかった[3]。
  - Aの体の下には、13時55分に配達されたメール便があった。
  - 発見時は、うつぶせで倒れていた[3]。
  - 抵抗した痕跡はなかった[2]。
  - 切り傷や骨折はなかった[2]。抵抗するか、逃げたりした場合は手や背中に負傷することが多いが、そこにも傷はなかった[2]。
  - 室内には、Aが逃げようとした形跡はなかった。

- 事件現場周辺は人通りは少ない。しかし、中国自動車道の側道で抜け道となっている道路沿いで、車の通行量は多い。
- 部屋の中央にはテーブルが置いてあり、Aは、そのテーブルの脇で倒れていた[21]。
- 14時47分に目撃された時、「子供らしい明るさの表情」ではなく、「うつむきかげんで無表情」だった。
- 14時50分 - 55分に目撃された時、いつもは「店の窓を叩いて、美容師や犬に挨拶をする」のに、「一瞬覗いただけで帰って」行った。
- 隣の住人は、人の出入りや物音に気付かなかった。
- 現場近くでは、空き巣被害が出るなどしている時期で、回覧板などで注意が呼びかけられていた。
- 岡山県内では、2000年から2004年までの間に2件の児童行方不明が起きている。

### 凶器
女児宅の刃物が使用されていないため、犯人が鋭利な小型の刃物を持ちこんで使用したと見られていた。容疑者の供述により兵庫県播磨町の海中を岡山県警が3日間にわたり30人体制で幅約100 m、沖合い約15 mまで捜索したが凶器の発見には至らず、捜査を打ち切った。

## 被疑者の逮捕と前科
2018年5月29日、別の事件で服役している39歳の受刑者の男K・Kが殺害を認めたため、警察は30日に男を殺人の疑いで逮捕した。Kは1998年前後から複数の少女らに対して暴行や傷害事件を起こしていた。
2000年には女児6人の腹部殴打、下腹部を触るなどの暴行や強制わいせつの罪で執行猶予付きの有罪判決を受けており、2009年には兵庫県姫路市・三木市、太子町で小学1年から高校3年（全て当時）の少女5人の腹部をすれ違いざまに殴ったり、ドライバーで突いたりした罪で神戸地方裁判所姫路支部によって懲役4年の判決を受けていた。
出所後の2015年5月11日、姫路市の路上でナイフで面識のない帰宅途中の中学3年の女子の胸や腹を刺した通り魔事件を起こし、殺人未遂容疑で兵庫県警察に逮捕された。2016年5月18日に神戸地裁姫路支部は懲役12年（求刑：懲役15年）の判決を下したが、大阪高裁で懲役10年に減軽され、判決確定を受けて服役していた。この時の公判で、Kは未成年の女児の腹部からの出血に異常な執着を持つなど「女の子の痛がる顔を見ると、性的に興奮する」という嗜好の持ち主であったことが判明している。
さらに読売新聞は「これまでにトータル100回以上繰り返した」とのKの供述と女児殺傷事件が岡山県から兵庫県に渡っていることから犯人の犯行の可能性を指摘した。

## 刑事裁判

### 第一審
事件番号は、「平成30年（わ）第528号」。岡山地方裁判所第1刑事部が担当することになり、裁判員裁判で審理された。

#### 初公判
2021年（令和3年）10月6日、岡山地裁（倉成章裁判長）で初公判が開かれ、被告人Kは罪状認否で「私は絶対にやっていません。現場にも津山市にも行っていない」と述べて起訴内容を否認、無罪を主張した。本事件は、Kの自白の信憑性が争点で直接的な証拠は一切なかったため、弁護人は冒頭陳述でKの自白には犯人しか知り得ない秘密の暴露はなく、供述を裏付ける客観的な証拠もないと説明。Kが現場にいたことを直接示す物証や凶器とされる刃物も見つかっていないとして「Kは犯人ではない」と訴えた。

#### 第2回以降公判
同年10月7日（第2回）に開かれた公判では、女児の姉が証人として出廷した。証人尋問では、Aを発見した当時の状況などを質問された。帰宅時、テーブルとサイドボードの間にうつぶせになったAを発見した時について「寝てるとしか思わなかった」と証言した。また、暑くて窓を開けた後、Aに声をかけたが反応がなかったため、不審に思ってAに近づいた時に白い制服の上着の背中部分が血で赤く染まっていたと証言した。さらに裁判官や裁判員からは居間の臭いや明るさも質問されたが、いずれも「記憶にない」と答えた。

#### 無期懲役求刑
2021年（令和3年）11月24日に論告求刑公判が開かれ、検察官は、録音・録画された取り調べのやりとりを文字に起こした「反訳書」などに基づき、Kの自白は客観的事実と整合して信用できるとした上で「無差別で、強固な殺意に基づく冷酷で残虐な犯行。悪質性は際立って高く、酌量の余地は皆無」と述べて被告人Kに無期懲役を求刑した。同日の最終弁論で弁護人は、Kの自白には秘密の暴露が含まれていないとした上で「『自白』は信用性がなく、有罪認定の根拠とはならない」と述べて改めて無罪を主張した。最終意見陳述でKは「私は絶対の絶対にやっていません。無実であり、冤罪です」と訴えて結審した。

#### 判決・無期懲役
2022年（令和4年）1月6日に岡山地裁（倉成章裁判長）で判決公判が開かれ、Kに検察官の求刑通り無期懲役の判決を言い渡した。最大の争点になっていた自白の信用性について倉成裁判長は、Kが取り調べの際に「女の子を左手で1回、右手で3回刺した」という内容の供述について、実際の傷の状況と整合していたことを挙げて「被告は取調官の誘導なく供述した」と判断、自白の信用性を認めた。その上で「極めて残酷な犯行だ。女児は突然見知らぬ男に襲われ、かけがえのない命を奪われた。将来を絶たれた無念は察するに余りある」とKを非難した。
弁護人は、判決を不服として広島高等裁判所岡山支部に即日控訴した。

### 上訴審
2022年（令和4年）7月11日に広島高裁岡山支部（片山隆夫裁判長）で控訴審初公判が開かれ、弁護人が改めて被告人Kの自白を否定する旨の弁論を行い、即日結審した。
判決公判は同年9月28日に開かれ、広島高裁岡山支部は被告人Kの控訴を棄却する判決を言い渡した。広島高裁岡山支部は殺害態様に関するXの自白内容と客観的事実がよく符合しているとして、犯人でなければ供述することが困難である内容であると判断した。弁護人は最高裁へ即日上告したが、2023年（令和5年）9月7日付で最高裁第一小法廷（深山卓也裁判長）が上告棄却の決定を出し、Kは同決定を不服として行った異議申し立ても同月20日付の決定で棄却されたため、無期懲役の判決が確定した。

## 判決確定後
Kは無期懲役確定後の2024年11月、2007年の加古川小2女児殺害事件と2006年のたつの市小4女児刺傷事件への関与を認めたため、同年11月7日に殺人未遂容疑で逮捕された。

## その他
この事件が発生する前後の2004年8月から9月にかけては、加古川7人殺害事件（8月2日発生）、豊明母子4人殺害事件（9月9日）、栃木兄弟誘拐殺人事件（9月12日）、金沢市夫婦強盗殺人事件（9月13日）、長野・愛知4連続強盗殺人事件（9月17日に犯人逮捕）、大牟田4人殺害事件（9月21日発覚）と、日本各地で被害者が大量に上ったり、幼い子供が犠牲になったりする凶悪な殺人事件が短期間に相次いで発生していた。
Aの遺族はKの無期懲役が確定したことを受け、代理人弁護士を通じて発表したコメント（地元紙『津山朝日新聞』に掲載）で、事件後に報道陣に自宅を取り囲まれて隠れるような生活をせざるを得なくなったこと、また近隣住民やAの友人といった関係者も事件後に取材を受けて迷惑を被ったことを訴えた上で、同種事件の再発防止のためにも事件の風化は望まないと前置きした上で「人に迷惑がかかるような取材や報道は絶対に止めていただきたい」「取材で被害者や遺族が苦しめられることがなくなってほしい」と訴えている。